# Кадерус
Кадерус (фр. Caderousse) насеље је и општина у Француској у региону Прованса-Алпи-Азурна обала, у департману Воклиз која припада префектури Авињон.
По подацима из 2011. године у општини је живело 2736 становника, а густина насељености је износила 84,47 становника/km². Општина се простире на површини од 32,39 km². Налази се на средњој надморској висини од 27 метара (максималној 40 m, а минималној 23 m).

## Демографија
| 1962. | 1968. | 1975. | 1982. | 1990. | 1999. | 2011. |
| ----- | ----- | ----- | ----- | ----- | ----- | ----- |
| 1.654 | 1.667 | 2.027 | 2.007 | 2.260 | 2.496 | 2.736 |

График промене броја становника у току последњих година